# Guillermo Hernán
Guillermo Hernán Rupérez est un joueur espagnol de volley-ball né le 25 juillet 1982 à Grenade (province de Grenade). Il mesure 1,82 m et joue passeur. Il est international espagnol.

## Clubs
| Club                 | De        | À         |
| -------------------- | --------- | --------- |
| Universidad Granada  | 2007-2008 | 2007-2008 |
| Club Voleibol Teruel | 2008-2009 | 2010-2011 |
| AZS Olsztyn          | 2011-2012 | 2012-2013 |
| Paris Volley         | 2013-2014 | 2014-2015 |
| Arago de Sète        | 2015-2016 | 2015-2016 |
| Tours Volley-Ball    | 2016-2017 | 2017-2018 |
| Sporting CP          | 2018-2019 | 2018-2019 |
| CS Arcada Galați     | 2019-2020 | 2019-2020 |
| Paris Volley         | 2020-2021 | en cours  |

## Palmarès

### En sélection nationale
- Ligue européenne (1)
  -  : 2007.
  -  : 2009, 2010, 2011.
- Championnat d'Europe (1)
  -  : 2007.

### En club
- Coupe de la CEV (2)
  - Vainqueur : 2014, 2017.
- Championnat d'Espagne (3)
  - Vainqueur : 2009, 2010, 2011.
- Coupe d'Espagne (1)
  - Vainqueur : 2011.
  - Finaliste : 2009.
- Supercoupe d'Espagne (1)
  - Vainqueur : 2009.
  - Finaliste : 2011.
- Championnat de France (1)
  - Vainqueur : 2018.
  - Finaliste : 2014, 2015, 2016.
- Coupe de France
  - Finaliste : 2014.
- Supercoupe de France (1)
  - Vainqueur : 2013.
  - Finaliste : 2014.
- Championnat du Portugal
  - Finaliste : 2019.
- Supercoupe du Portugal
  - Finaliste : 2018.
- Championnat de Roumanie (1)
  - Vainqueur : 2020.
- Supercoupe de Roumanie (1)
  - Vainqueur : 2019.

### Distinctions individuelles
- 2010 : Ligue européenne - Meilleur passeur.
- 2011 : Coupe d'Espagne - MVP.